# Juillet 2007 en sport
Cette page concerne l'actualité sportive du mois de Juillet 2007

## Dimanche1erjuillet
- Cyclisme sur route :
  - Championnats de France : à 36 ans, Christophe Moreau (AG2R Prévoyance), après sa récente victoire dans le Critérium du Dauphiné Libéré est sacré champion de France en remportant la course disputée sur un circuit de 237 km autour d'Aurillac. Échappé à 40 km de l'arrivée, il s'impose devant Pierrick Fédrigo (Bouygues Telecom) et Patrice Halgand (Crédit agricole).
  - Championnat de Belgique : Stijn Devolder s'impose devant Tom Boonen et Philippe Gilbert.
- Équitation, Masters pro : Éric Navet, montant Hym d'Isigny*Lassergut, est sacré champion de France PRO1 pour la cinquième fois.
- Football :
  - Copa America : coup du chapeau pour Robinho qui permet au Brésil de s'imposer 3-0 face au Chili. Dans le même groupe, le Mexique bat l'Équateur 2-1.
  - Coupe du monde des moins de 20 ans : le Chili s'impose 3-0 à Toronto face à la sélection canadienne.
- Football américain, finale de l'Eurobowl : les Autrichiens des Vikings de Vienne remportent l'Eurobowl 2007 en s'imposant en finale face aux Allemands des Marburg Mercenaries.
- Golf :
  - Tour européen PGA, Open de France : l'Anglais Graeme Storm s'impose sur le parcours du Golf national de Saint-Quentin-en-Yvelines.
  - LPGA Tour, US Open féminin de golf : Cristie Kerr gagne son premier titre majeur.
  - PGA Tour, Buick Open à Grand Blanc (Michigan) : première victoire sur le circuit de la PGA de l'Américain Brian Bateman.
- Sport automobile :
  - Formule 1, Grand Prix de France sur le Circuit de Nevers Magny-Cours : doublé de la Scuderia Ferrari avec la victoire du Finlandais Kimi Räikkönen devant son coéquipier brésilien Felipe Massa. Le Britannique Lewis Hamilton (McLaren Mercedes) complète le podium de ce Grand Prix de France 2007. En tête du Championnat, Lewis Hamilton creuse l'écart avec 14 points d'avance sur l'Espagnol Fernando Alonso (McLaren Mercedes) qui termine 7e à Magny-Cours.
  - Champ Car, Grand Prix du Mont-Tremblant à Saint-Jovite ( Champ Car World Series 2007) : première victoire du Néerlandais Robert Doornbos devant le Français Sébastien Bourdais.
  - NASCAR, Lenox Industrial Tools 300 au New Hampshire International Speedway : Denny Hamlin s'impose sur une Chevrolet Monte Carlo.
  - Le Mans Series, 1 000 kilomètres du Nürburgring : le Portugais Pedro Lamy et le Français Stéphane Sarrazin remportent l'épreuve du Nürburgring sur une Peugeot 908.

## Lundi2 juillet
- Athlétisme, Grand Prix d'Athènes du Tour mondial : la Russe Tatyana Lebedeva a signé la meilleure performance mondiale de l'année en triple saut avec une marque à 15,14 m.
- Escrime : début des championnats d'Europe disputés à Gand en Belgique. le sabre masculin est remporté par l'Espagnol Jorge Pina et le fleuret féminin par la Russe Eugyenia Lamonova.

## Mardi3 juillet
- Escrime, championnats d'Europe de Gand : la Française Laura Flessel remporte l'épreuve d'épée féminine et l'Italien Andrea Baldini le fleuret masculin.
- Voile, Coupe de l'America, Alinghi contre Emirates Team New Zealand : septième régate. Alinghi remporte cette manche et conserve l'aiguière d'argent. Le fait de la course est la pénalité infligée aux Néo-Zélandais lors du virement de la dernière bouée. Les Suisses ont alors course gagnée. Coup de théâtre à 500 mètres de l'arrivée, avec le vent qui tourne de 100°, et les Néo-Zélandais pensent pouvoir gagner la manche, mais les Suisses franchissent finalement la ligne d'arrivée avec 2 secondes d'avance sur leur challenger.

## Mercredi4 juillet
- Escrime, championnats d'Europe de Gand (Belgique) : le Français Jérôme Jeannet s'impose en épée masculine et la Russe Ekaterina Fedorkina enlève le titre en sabre féminin.
- Jeux olympiques d'hiver : à l'occasion de la 119e session du Comité international olympique qui se tient au Guatemala, Sotchi (Russie) a été désigné ville hôte pour les Jeux olympiques d'hiver de 2014. Trois sites étaient en concurrence : Salzbourg (Autriche) fut éliminé au premier tour et PyeongChang (Corée du Sud) fut écarté au second tour.
- Rugby à XIII : à Brisbane en Australie, les New South Wales Blues remportent l'édition 2007 du State of Origin en s'imposant 18-4 dans le troisième match de la série annuelle les opposant aux Queensland Maroons.

## Jeudi5 juillet
- Escrime, Championnats d'Europe disputés à Gand en Belgique : l'équipe de Russie gagne l'épreuve de sabre masculin et celle de Hongrie celle de fleuret féminin.

## Vendredi6 juillet
- Athlétisme, Meeting Gaz de France de la Golden League au Stade de France de Paris-Saint-Denis : l'Américain Alan Webb signe la meilleure performance mondiale de l'année sur 1 500 mètres en 3 min 30 s 55.
- Escrime, championnats d'Europe (Gand, Belgique) : l'équipe d'Allemagne remporte l'épreuve de fleuret masculin et celle d'Italie l'épreuve d'épée féminine.
- Jeux olympiques : le Comité international olympique accueille deux nouveaux comités nationaux : le Monténégro et Tuvalu.
- Tennis : la Française Marion Bartoli se qualifie pour la finale du tournoi de Wimbledon en battant la N° 1 mondiale Justine Henin sur le score de 1-6, 7-5, 6-1. Elle affrontera en finale l'Américaine Venus Williams, qualifiée aux dépens de la Serbe Ana Ivanović, tête de série n°6 (6-2, 6-4).

## Samedi7 juillet
- Cyclisme, prologue du Tour de France (Londres-Londres sur 7,9 km contre la montre) : le Suisse Fabian Cancellara (Team CSC) s'empare du premier maillot jaune de l'édition 2007 du Tour avec 13 secondes d'avance sur l'Allemand Andreas Klöden (Astana).
- Escrime, dernière journée de compétitions aux championnats d'Europe disputés à Gand en Belgique : l'équipe de France remporte l'épreuve de sabre féminin et celle de Hongrie l'épée masculine.
- Football : ouverture de la coupe d'Asie des nations qui se tient en Indonésie et en Malaisie.
- Football américain : en match d'ouverture de la coupe du monde au Japon, les champions du monde en titre Japonais s'imposent logiquement 48-0 face à la France.
- Rugby à XV, Tri-nations : au Telstra Stadium de Sydney, victoire de l'Australie 25-17 contre l'Afrique du Sud.
- Sport automobile, NASCAR : Jamie McMurray remporte le Pepsi 400 au Daytona International Speedway de Daytona Beach.
- Tennis, finale féminine du Tournoi de Wimbledon 2007 à Londres (Grande-Bretagne) : l'Américaine Venus Williams s'impose pour la quatrième fois à Wimbledon en battant en finale la Française Marion Bartoli (6-1, 6-3).

## Dimanche8 juillet
- Cyclisme , première étape du Tour de France (Londres-Canterbury sur 203 km) : l'Australien Robbie McEwen (Predictor-Lotto) remporte l'étape au sprint et prend le maillot vert du classement aux points ; Le Suisse Fabian Cancellara (Team CSC) conserve le maillot jaune tandis que le Britannique David Millar (Saunier Duval) prend le maillot à pois des grimpeurs.
- Équitation : Samsung super league, CSIO d'Aix-la-Chapelle à Aix-la-Chapelle en Allemagne.
- Golf :
  - PGA Tour : le sud-coréen Choi Kyung-Ju s'impose au AT&T National à Bethesda (Maryland) aux États-Unis.
  - Tour européen PGA : l'Écossais Colin Montgomerie remporte l'Open européen à Kildare en Irlande.
- Sport automobile :
  - Formule 1 : Grand Prix de Grande-Bretagne sur le Circuit de Silverstone remporté par Kimi Räikkönen (Ferrari) devant Fernando Alonso (McLaren-Mercedes) et Lewis Hamilton (McLaren-Mercedes).
  - Champ Car, Grand Prix de Toronto à Toronto (Canada) : l'Australien Will Power signe son deuxième succès cette saison.
- Tennis : finale masculine du Tournoi de Wimbledon 2007 à Londres (Grande-Bretagne). Le Suisse Roger Federer signe un cinquième succès consécutif sur le gazon de Wimbledon en s’imposant face à l’Espagnol Rafael Nadal (7-6, 4-6, 7-6, 2-6, 6-2). Il remporte ainsi son onzième succès en Grand Chelem et égale la performance du Suédois Björn Borg, qui remporta le tournoi cinq fois consécutivement de 1976 à 1980.

## Lundi9 juillet
- Cyclisme : deuxième étape du Tour de France 2007 (Dunkerque-Gand sur 167 km). Le Belge Gert Steegmans Quick Step-Innergetic remporte l'étape au sprint devant son compatriote et coéquipier Tom Boonen, ce dernier s'empare du maillot vert du classement aux points ; Le suisse Fabian Cancellara Team CSC conserve le maillot jaune.

## Mardi10 juillet
- Athlétisme, Tour mondial : Athletissima à Lausanne (Suisse).
- Baseball : match des étoiles de la MLB à San Francisco (États-Unis). La Ligue américaine s'impose 5-4 face à la Ligue nationale. Le Japonais Ichirō Suzuki (Seattle Mariners) est désigné meilleur joueur de ce match (MVP).
- Cyclisme : troisième étape du Tour de France 2007 (Waregem-Compiègne sur 236 km). Le Suisse Fabian Cancellara Team CSC enlève l'étape aux termes d'une dernière ligne spectaculaire. Il consolide son maillot jaune et compte désormais 33 secondes d'avance sur son dauphin, l'Allemand Andreas Klöden (Astana).
- Football : première demi-finale de la Copa America 2007. Le Brésil élimine l'Uruguay à Maracaibo au terme d'un match terminé sur le score nul de 2 - 2 après l'épreuve des tirs au but (5 tab 4).

## Mercredi11 juillet
- Cyclisme : quatrième étape du Tour de France 2007 (Villers-Cotterêts-Joigny sur 193 km). Le Norvégien Thor Hushovd (Crédit agricole) s'impose sur les bords de l'Yonne devant Robert Hunter (Barloworld, 2e) et Óscar Freire (Rabobank, 3e) et remporte sa 6e victoire d'étape sur le Tour de France.
- Football : seconde demi-finale de la Copa America 2007. L'Argentine accède en finale en écartant 3-0 le Mexique à Ciudad Guayana.
- Omnisports : ouverture des Jeux panafricains à Alger (Algérie).

## Jeudi12 juillet
- Cyclisme : cinquième étape du Tour de France 2007 (Chablis-Autun sur 184 km). L'étape est remportée au sprint par Filippo Pozzato (Liquigas) devant Óscar Freire (Rabobank, 2e) et Daniele Bennati (Lampre, 3e). Le coureur de la Liquigas remporte sa deuxième victoire sur le Tour, après celle obtenue à Saint-Brieuc en 2004.

## Vendredi13 juillet
- Athlétisme : Golden Gala de la Golden League au Stadio Olimpico de Rome (Italie). Un accident rare est survenue lors du concours de lancer du javelot. Le javelot du finlandais Tero Pitkämäki est venu se ficher dans le flanc du sauteur en longueur français Salim Sdiri qui venait de terminer son concours. Spectaculaire, la plaie est superficielle mais Salim Sdiri ne pourra pas s'aligner pour les prochains championnats du monde d'athlétisme.
- Cyclisme : sixième étape du Tour de France 2007 (Semur-en-Auxois-Bourg-en-Bresse sur 200 km). Le Belge Tom Boonen (Quick Step) remporte l'étape au sprint devant l'Espagnol Óscar Freire (Rabobank). Le Suisse Fabian Cancellara conserve le maillot jaune à la veille de la première étape de montagne.
- Omnisports : ouverture des Jeux Panaméricains 2007 à Rio de Janeiro (Brésil).

## Samedi14 juillet
- Cyclisme : septième étape du Tour de France 2007 (Bourg-en-Bresse-Le Grand-Bornand sur 197 km). L'Allemand Linus Gerdemann (T-Mobile) gagne la première étape de montagne et endosse le maillot jaune. Il compte 1 minute et 24 secondes d'avance sur l'Espagnol Íñigo Landaluze (Euskaltel-Euskadi) au classement général.
- Rugby à XV, Tri-nations 2007 : au Jade Stadium de Christchurch, la Nouvelle-Zélande s'impose 33 à 6 contre l'Afrique du Sud. Le match décisif pour le titre 2007 se jouera le 21 juillet entre la Nouvelle-Zélande et l'Australie à l'Eden Park d'Auckland.

## Dimanche15 juillet
- Athlétisme, Tour mondial : Grand Prix de Sheffield à Sheffield (Grande-Bretagne).
- Baseball, Ligue majeure de baseball : les Philadelphia Phillies s'inclinent 10-2 contre les Saint-Louis Cardinals, atteignant ainsi le cap des 10 000 défaites, niveau jamais encore atteint par aucune autre franchise sportive américaine.
- Cyclisme : huitième étape du Tour de France 2007 (Le Grand-Bornand-Tignes sur 165 km). Le Danois Michael Rasmussen (Rabobank) remporte l'étape et prend le maillot jaune à la veille de la première journée de repos.
- Football : finale de la Copa America 2007 à Maracaibo. Le Brésil remporte le titre continental en écartant l'Argentine par trois à zéro.
- Football américain : finale de la Coupe du monde de football américain 2007 au Japon. Les États-Unis s'imposent 23-20 face au Japon.
- Golf :
  - PGA Tour : John Deere Classic à Silvis dans l'Illinois aux États-Unis. L'Américain Jonathan Byrd enlève son troisième succès sur un tournoi du PGA Tour.
  - Tour européen PGA : Open d'Écosse sur les rives du Loch Lomond en Écosse. Le Français Grégory Havret remporte le tournoi à la suite d'un play-off disputé face à l'Américain Phil Mickelson.
  - LPGA Tour, Jamie Farr Owens Corning Classic à Sylvania dans l'Ohio (États-Unis). La Coréenne Se Ri Pak remportent son premier tournoi cette saison.
- Motocyclisme : MotoGP : Grand Prix moto d'Allemagne. L'Espagnol Dani Pedrosa (Honda) enlève le Grand Prix devant l'Italien Loris Capirossi (Ducati) et l'Américain Nicky Hayden (Honda).
- Sport automobile, NASCAR : USG Sheetrock 400 au Chicagoland Speedway. L'Américain Tony Stewart remporte sa première victoire cette saison en Nextel Cup.
- Tennis :
  - Tournoi ATP de Gstaad (Suisse). Le Français Paul-Henri Mathieu remporte la victoire face à l'Italien Andreas Seppi : 6-7¹, 6-4, 7-5
  - Tournoi ATP de Bastad (Suède). L'Espagnol David Ferrer s'impose 6-1, 6-2 face à son compatriote Nicolás Almagro.
  - Tournoi ATP de Newport (États-Unis). Le Français Fabrice Santoro s'impose 6-4, 6-4 face à son compatriote Nicolas Mahut.
  - Fed Cup, demi-finales : l'Italie élimine la France par trois victoires à deux. La Russie a également assuré sa place en finale avec une score de 3-2 face aux États-Unis.
- Volley-ball : finale de la Ligue mondiale de volley-ball à Katowice (Pologne). Le Brésil remporte le titre par trois sets à un contre la Russie.

## Lundi16 juillet
- Football : ouverture du Championnat d'Europe de football des moins de 19 ans 2007 en Autriche.

## Mardi17 juillet
- Cyclisme : neuvième étape du Tour de France 2007 (Val-d'Isère-Briançon sur 161 km). Le Colombien Mauricio Soler s'impose en solitaire avec 37 secondes d'avance sur l'Espagnol Alejandro Valverde et l'Australien Cadel Evans. Le Danois Michael Rasmussen, cinquième de l'étape, reste maillot jaune.
- Football : coup d'envoi de la Ligue des champions 2007-2008 avec le premier tour préliminaire aller.

## Mercredi18 juillet
- Cyclisme : dixième étape du Tour de France 2007 (Tallard-Marseille sur 229 km). Le Français Cédric Vasseur (Quick Step) s'impose au sprint de quelques centimètres devant son compatriote Sandy Casar (La Française des jeux). Le Danois Michael Rasmussen reste en jaune.
- Football : début de la saison 2007-2008 du Championnat de Suisse de football avec en match d'ouverture le Grasshopper-Club Zurich contre le FC Saint-Gall.

## Jeudi19 juillet
- Cyclisme : onzième étape du Tour de France 2007 (Marseille-Montpellier sur 180 km). Robert Hunter signe la première victoire d'étape sud-africaine sur le Tour. Le Danois Michael Rasmussen reste en jaune tandis que le Français Christophe Moreau, pris dans une bordure, perd 3 minutes et 16 secondes.
- Football : début de la Coupe UEFA 2007-2008 avec le premier tour préliminaire aller.

## Vendredi20 juillet
- Baseball : aux Jeux Panaméricains 2007, finale du tournoi de baseball. Cuba s'impose 3-1 face aux États-Unis.
- Cyclisme : douzième étape du Tour de France 2007 (Montpellier-Castres sur 179 km). Le Belge Tom Boonen (Quick Step) remporte sa deuxième victoire d'étape sur ce Tour. Éclaboussé par une affaire liée à son programme d'entraînement, le Danois Michael Rasmussen reste en jaune.

## Samedi21 juillet
- Cyclisme : treizième étape du Tour de France 2007 (Albi-Albi sur 54 km en contre-la-montre individuel). Victoire du Kazak Alexandre Vinokourov (Astana) s'impose face au chronomètre. Auteur d'un solide chrono, le Danois Michael Rasmussen reste en jaune avec une minute d'avance au classement général sur l'Australien Cadel Evans (Lotto).
- Rugby à XV, Tri-nations 2007 : à l'Eden Park d'Auckland, la Nouvelle-Zélande remporte le Tri-nations grâce à sa victoire sur le score de 26 à 12 sur l'Australie.

## Dimanche22 juillet
- Athlétisme :
  - Tour mondial : Grand Prix de Madrid.
  - Championnats d'Europe juniors d'athlétisme 2007 aux Pays-Bas : fin des épreuves. La Russie termine première du tableau des médailles.
- Basket-ball : finale du Championnat du monde de basket-ball des moins de 19 ans. La Serbie remporte le titre à domicile face aux États-Unis (74-69).
- Cyclisme : quatorzième étape du Tour de France 2007 (Mazamet-Plateau de Beille sur 197 km). L'Espagnol Alberto Contador (Discovery Channel) gagne l'étape devant le Danois Michael Rasmussen qui consolide son maillot jaune.
- Football : finale de la Coupe du monde de football des moins de 20 ans 2007. L'Argentine s'impose 2-1 contre la République tchèque.
- Golf :
  - Tour européen PGA (Grand chelem) : British Open de golf au Carnoustie Golf Links. L'Irlandais Padraig Harrington enlève son premier tournoi du Grand chelem devant l'Espagnol Sergio García à l'issue d'un play-offs sur quatre trous.
  - PGA Tour : U.S. Bank Championship de Milwaukee. L'Américain Joe Ogilvie enlève son premier succès sur le PGA Tour.
  - LPGA Tour : Championnat du monde féminin de match-play. La Coréenne Seon Hwa Lee remporte son premier tournoi de la saison.
- Motocyclisme, MotoGP : Grand Prix moto des États-Unis. L'Australien Casey Stoner (Ducati) remporte le Grand Prix moto des États-Unis 2007.
- Sport automobile :
  - Formule 1 : Grand Prix d'Europe au Nürburgring. L'Espagnol Fernando Alonso (McLaren Mercedes) remporte un Grand Prix à rebondissements en raison de fortes chutes de pluie.
  - Champ Car : Grand Prix automobile d'Edmonton. Le Français Sébastien Bourdais enlève la victoire et reprend la tête du championnat.
- Tennis :
  - Tournoi ATP de Stuttgart : l'Espagnol Rafael Nadal s'impose 6-4, 7-5 contre le Suisse Stanislas Wawrinka.
  - Tournoi ATP de Los Angeles : le Tchèque Radek Štěpánek s'impose 7-6, 5-7, 6-2 contre l'Américain James Blake.
  - Tournoi ATP de Amersfoort : le Belge Steve Darcis s'impose 6-1, 7-6 contre l'Autrichien Werner Eschauer.
  - Tournoi WTA de Cincinnati. La Russe Anna Chakvetadze s'impose 6-1, 6-3 contre la Japonaise Akiko Morigami.
  - Tournoi WTA de Palerme : la Hongroise Ágnes Szávay s'impose 7-5, 6-2 contre l'Allemande Martina Müller.

## Lundi23 juillet
- Cyclisme : quinzième étape du Tour de France 2007 (Foix-Loudenvielle sur 196 km). Nouvelle victoire d'étape pour le Kazak Alexandre Vinokourov (Astana). Le Danois Michael Rasmussen reste en jaune à la veille de la seconde journée de repos.
- Omnisports : clôture des Jeux panafricains à Alger (Algérie).
- Voile : nouveau record de l'Atlantique nord pour le trimaran « Groupama 3 » et son équipage dirigé par Franck Cammas : 4 jours, 3 heures, 57 minutes et 54 secondes, soit moins de 100 heures. Cammas a rallié le Cap Lizard en Angleterre à 23 heures locales améliorant le précédent record de Bruno Peyron (2006) de plus de quatre heures.

## Mardi24 juillet
- Cyclisme : l'équipe cycliste Astana annonce son retrait du Tour de France, après qu'Alexandre Vinokourov a été contrôlé positif aux tests antidopage.

## Mercredi25 juillet
- Athlétisme, Tour mondial : Meeting Herculis à Monaco.
- Cyclisme : seizième étape du Tour de France 2007 (Orthez-Gourette Col d'Aubisque sur 218 km). Le Danois Michael Rasmussen Rabobank gagne l'étape et conserve le maillot jaune. À l'arrivée, on apprend que le coureur italien de la Cofidis Cristian Moreni est déclaré positif aux tests antidopage. La Cofidis annonce son retrait de l'épreuve. Dans la soirée, la Rabobank annonce qu'elle a exclu son coureur Michael Rasmussen à la suite de manquements graves à la lettre et à l'esprit du suivi antidopage en juin 2007.

## Jeudi26 juillet
- Cyclisme : dix-septième étape du Tour de France 2007 (Pau-Castelsarrasin sur 188 km). L'Italien Daniele Bennati Lampre enlève l'étape tandis que l'Espagnol Alberto Contador (Discovery Channel) revêt le maillot jaune.

## Vendredi27 juillet
- Cyclisme : dix-huitième étape du Tour de France 2007 (Cahors-Angoulême sur 211 km). Le Français Sandy Casar (La Française des jeux) remporte l'étape et l'Espagnol Alberto Contador (Discovery Channel) conserve le maillot jaune.
- Football : début de la saison 2007-2008 du Championnat de France de Ligue 2.

## Samedi28 juillet
- Basket-ball : début du Championnat d'Asie de basket-ball 2007.
- Cyclisme : dix-neuvième étape du Tour de France 2007 (Cognac-Angoulême sur 55 km contre-la-montre). L'Américain Levi Leipheimer (Discovery Channel) remporte l'étape mais son coéquipier de la Discovery, l'Espagnol Alberto Contador conserve le maillot jaune. Leipheimer sera par la suite déclassé[1].
- Football :
  - Finale de la Coupe de la ligue d'Allemagne entre le Bayern Munich et Schalke 04. Victoire du Bayern Munich sur le score de 1 - 0 grâce à un but de Klose à la 29e minute.
  - Trophée des champions opposant l'Olympique lyonnais et le FC Sochaux. L'Olympique lyonnais sort vainqueur sur le score de 2 buts à 1.
  - Supercoupe de Belgique mettant aux prises le Royal Sporting Club d'Anderlecht et le FC Bruges. Anderlecht s'impose 3-1.
- Voile : arrivée du Tour de France à la voile avec la victoire de Toulon Provence Méditerranée COYCHyères.

## Dimanche29 juillet
- Baseball : Cal Ripken, Jr. et Tony Gwynn sont introduits au Baseball Hall of Fame.
- Beach-volley : finales des championnats du monde de beach-volley à Gstaad.
- Cyclisme : vingtième et dernière étape du Tour de France 2007 (Marcoussis-Paris aux Champs-Élysées sur 130 km). L'Italien Daniele Bennati s'impose au sprint dans l'étape des Champs-Élysées. L'Espagnol Alberto Contador remporte l'édition 2007 du Tour devant l'Australien Cadel Evans et l'Américain Levi Leipheimer. Leipheimer sera par la suite déclassé[1].
- Equitation : Samsung super league, CSIO de Hickstead en Angleterre.
- Football :
  - Finale de la Coupe d'Asie des nations de football. L'Irak s'impose 1-0 face à l'Arabie saoudite.
  - Finale du Championnat d'Europe de football féminin des moins de 19 ans : l'Allemagne bat l'Angleterre par 2 à 0.
- Football américain en salle, finale de l'Arena Football League (ArenaBowl) : les San Jose SaberCats s'imposent 55-33 sur les Columbus Destroyers à la New Orleans Arena.
- Golf :
  - Tour européen PGA : l'Argentin Andrés Romero enlève le Open de Hambourg
  - PGA Tour : l'Américain Jim Furyk gagne le Canadian Open
  - LPGA Tour : l'Américaine Natalie Gulbis remporte l'Evian Masters
- Omnisports : clôture des Jeux panaméricains à Rio de Janeiro.(Brésil). Les États-Unis domine le tableau des médailles avec 97 titres devant Cuba (59) et le Brésil (54).
- Sport automobile :
  - Champ Car, Grand Prix de San José. Le Néerlandais Robert Doornbos s'impose.
  - NASCAR, Allstate 400 at the Brickyard à l'Indianapolis Motor Speedway. L'Américain Tony Stewart enlève la course.
- Tennis :
  - Tournoi ATP de Kitzbühel (Autriche) : l'Argentin Juan Mónaco bat l'Italien Potito Starace 5-7, 6-3, 6-4.
  - Tournoi ATP de Indianapolis (États-Unis) : le Russe Dmitri Toursounov bat le Canadien Frank Dancevic 6-4, 7-5
  - Tournoi ATP de Umag (Croatie) : l'Espagnol Carlos Moyà bat le Roumain Andrei Pavel 6-4, 6-2
  - Tournoi WTA de Stanford (États-Unis) : la Russe Anna Chakvetadze bat l'Indienne Sania Mirza 6-3, 6-2
  - Tournoi WTA de Kitzbühel (Autriche) : l'Italienne Francesca Schiavone bat l'Autrichienne Yvonne Meusburger 6-1, 6-4

## Principaux rendez-vous sportifs du mois de juillet 2007
- 23 juin au 7 juillet : Voile : Coupe de l'America à Valence (Espagne).
- 24 juin au 1er juillet : Natation : Championnats de France à Saint-Raphaël.
- 25 juin au 8 juillet : Tennis : Tournoi de Wimbledon à Londres (Grande-Bretagne).
- 26 juin au 15 juillet : Football : Copa America au Venezuela.
- 29 juin au 1er juillet : Golf : Open de France.
- 30 juin au 22 juillet : Football : Coupe du monde de football des moins de 20 ans 2007 au Canada.
- 30 juin au 28 juillet : Voile : Tour de France.
- 1er juillet : Formule 1 : Grand Prix de France sur le Circuit de Nevers Magny-Cours.
- 2 juillet : Athlétisme, Tour mondial : Grand Prix d'Athènes, à Athènes (Grèce).
- 2 au 7 juillet : Escrime : Championnats d'Europe d'escrime à Gand (Belgique).
- 3 au 8 juillet : Sport équestre : Samsung super league, CSIO d'Aix-la-Chapelle (Allemagne).
- 4 juillet : Athlétisme, Tour mondial : Grand Prix de Zagreb à Zagreb (Croatie).
- 6 juillet : Athlétisme : Meeting Gaz de France de la Golden League au Stade de France de Paris-Saint-Denis.
- 7 au 15 juillet : Football américain. Coupe du monde de football américain au Japon.
- 7 au 29 juillet : Cyclisme sur route : Tour de France.
- 7 au 29 juillet : Football : Coupe d'Asie des nations de football en Indonésie et en Malaisie.
- 8 juillet : Formule 1 : Grand Prix de Grande-Bretagne sur le Circuit de Silverstone.
- 9 au 15 juillet : Tennis : Tournois ATP de Gstaad (Suisse), Bastad (Suède), Newport (États-Unis).
- 10 juillet : Athlétisme, Tour mondial : Athletissima à Lausanne (Suisse).
- 10 juillet : Baseball : Match des étoiles de la MLB à San Francisco (États-Unis).
- 11 au 15 juillet : Volley-ball : finales de la Ligue mondiale de volley-ball à Rome (Italie).
- 11 au 21 juillet : Basket-ball : Championnat du monde de basket-ball des moins de 19 ans en Serbie.
- 11 au 23 juillet : Omnisports : Jeux panafricains à Alger (Algérie).
- 13 juillet : Athlétisme : Golden Gala de la Golden League au Stadio Olimpico de Rome (Italie).
- 13 au 29 juillet : Omnisports : Jeux panaméricains à Rio de Janeiro (Brésil).
- 14 et 15 juillet : Tennis : Demi-finales de la Fed Cup.
- 15 juillet : MotoGP : Grand Prix moto d'Allemagne.
- 15 juillet : Athlétisme, Tour mondial : Grand Prix de Sheffield à Sheffield (Grande-Bretagne).
- 16 au 22 juillet : Tennis : Tournois ATP de Stuttgart (Allemagne), Los Angeles (États-Unis), Amersfoort (Pays-Bas), Tournois WTA de Cincinnati (États-Unis), Palerme (Italie)
- 16 au 22 juillet : Football : Championnat d'Europe de football des moins de 19 ans 2007 en Autriche.
- 17 et 18 juillet : Football : Ligue des champions : 1er tour préliminaire aller
- 18 juillet : Football : début de la saison 2007-2008 du Championnat de Suisse de football.
- 18 au 22 juillet : Canoë-kayak : Championnats de France de slalom à Bourg-Saint-Maurice
- 19 juillet : Football : Coupe de l'UEFA : 1er tour préliminaire aller
- 19 au 22 juillet : Golf : British Open de golf.
- 21 juillet : Athlétisme, Tour mondial : Grand Prix de Madrid à Madrid, (Espagne).
- 22 juillet : Formule 1 : Grand Prix d'Europe au Nürburgring (Allemagne).
- 22 juillet : MotoGP : Grand Prix moto des États-Unis.
- 24 au 29 juillet : Tennis : Tournois ATP de Kitzbühel (Autriche), Indianapolis (États-Unis), Umag (Croatie), Tournois WTA de Stanford (États-Unis), Kitzbühel (Autriche)
- 24 juillet : Football : Trophée des champions entre Lyon et Sochaux à Tianjin (Chine).
- 24 et 25 juillet : Football : Ligue des champions : 1er tour préliminaire retour
- 24 au 29 juillet : Beach-volley : Championnats du monde de beach-volley à Gstaad (Suisse).
- 25 au 29 juillet : Golf : Evian Masters à Évian-les-Bains à (France).
- 25 juillet : Athlétisme, Tour mondial : Meeting Herculis à Monaco.
- 26 au 29 juillet : Cyclisme : Championnats du monde BMX à Victoria (Canada)
- 26 au 29 juillet : Equitation : CSIO de Hickstead (Angleterre, Super Ligue).
- 28 juillet au 5 août : Basket-ball : Championnat d'Asie de basket-ball à Tokushima au Japon
- 29 juillet au 22 août : Voile : Solitaire du Figaro.
- 30 juillet au 5 août : Tennis : Tournois ATP de Washington, Sopot (Pologne), Tournoi WTA de San Diego (États-Unis) et Stockholm (Suède).
- 31 juillet et 1er août : Football : Ligue des champions : 2e tour préliminaire aller
- 31 juillet au 4 août : Natation: Championnats des États-Unis à Indianapolis